# Mouvement démocrate (France)
Pour les articles homonymes, voir Modem et Mouvement démocrate.
Le Mouvement démocrate (abrégé en MoDem) est un parti politique français du centre créé par François Bayrou (alors président de l'Union pour la démocratie française, UDF) à la suite de l'élection présidentielle de 2007.
Le MoDem souhaite rassembler les démocrates soucieux d'un positionnement indépendant et central sur l'échiquier politique. En s'abstenant lors du vote de confiance au deuxième gouvernement Fillon, les quatre députés revendiqués alors par le MoDem ont confirmé le positionnement « indépendant » de leur formation, à la fois en dehors de la majorité et de l'opposition parlementaires sous la XIIIe législature. Le MoDem compte des membres du gouvernement, un groupe parlementaire à l'Assemblée nationale, des députés européens, des sénateurs et des élus locaux.
Cette indépendance est toutefois remise en cause par la coalition du groupe avec la majorité présidentielle en 2021.
Les adhérents de moins de 35 ans forment les Jeunes démocrates, mouvement de jeunesse du MoDem.

## Histoire

### De l'Union pour la démocratie française au Mouvement démocrate (2007)

#### Autonomie du centre ou alliance à droite
Depuis 1978 et la fondation de l'Union pour la démocratie française (UDF) comme confédération des partis du centre et de la droite non gaulliste, le centre français est associé à la droite. L'UDF est, dès 1978, l'alliée traditionnelle du RPR, malgré des velléités d'indépendance des centristes (groupe parlementaire Union du centre dans la législature 1988-1993, liste du Centre conduite par Simone Veil aux élections européennes de 1989).
Sous l'impulsion de François Bayrou, élu président du parti en 1998, l'UDF opère un recentrage progressif, au prix de déchirements internes, avec notamment le départ de Démocratie libérale en 1998. La rupture se fait après l'élection présidentielle de 2002 : Jacques Chirac et Alain Juppé créent l'UMP en vue d'assembler en un seul parti la droite et le centre ; la majorité des députés UDF sortants rejoignent alors l'UMP. L'UDF parvient cependant à préserver un groupe parlementaire à la suite des élections législatives françaises de 2002. L'UDF n'est pas associée à la constitution du gouvernement Raffarin. Un de ses adhérents, Gilles de Robien, y siège cependant jusqu'en 2007, contre l'avis de François Bayrou.
En 2004, l'UDF quitte le Parti populaire européen et fonde le Parti démocrate européen avec notamment les Italiens du parti de centre gauche La Marguerite ; à l'Assemblée nationale, il affirme de plus en plus franchement ses divergences de vues avec l'UMP. Cap21, parti écologiste classé à droite jusqu'en 2002, se rapproche du centre en présentant des listes communes avec l'UDF aux élections régionales de 2004.
Gilles de Robien appelle fin 2005 l'UDF à revenir à l'alliance à droite. Pour trancher ce choix d'orientation, François Bayrou convoque le congrès extraordinaire de Lyon, en janvier 2006, où est approuvée par 92 % des votants sa motion qui définit l'UDF comme un « parti libre ».

#### François Bayrou, le troisième homme de l'élection présidentielle de 2007
La campagne présidentielle de 2007 voit, pour la première fois depuis Raymond Barre en 1988, une personnalité du centre rassembler un soutien assez important pour être considérée comme éligible. François Bayrou annonce le 3 mars 2007 dans Le Monde qu'en cas d'élection, il créera un « grand parti démocrate ».

Avec 18,57 % des voix au premier tour, le 22 avril 2007, François Bayrou termine en troisième position. Il annonce la création du « Parti démocrate » : 

« Les Français trouveront pour les représenter une force de contre-pouvoir, libre, capable de dire oui si l’action va dans le bon sens et non si elle va dans le mauvais sens. Capable, autrement dit, de faire sortir la politique des réflexes du toujours pour et du toujours contre, pour défendre l’intérêt général. (…) Le parti démocrate défendra l'idée que la responsabilité de la France et de l'Europe doit s'exercer en particulier dans le domaine de la lutte contre le réchauffement de la planète, de la défense de la biodiversité et du développement du tiers monde, particulièrement de l'Afrique. Ce nouveau parti défendra la démocratie, comme portant des valeurs et un idéal, considérant que ce sont ces valeurs qui donnent leur sens à la vie des hommes et à la société qu'ils forment. »

— François Bayrou, Conférence de presse à Paris, 25 avril 2007
Ni l'UDF, ni François Bayrou lui-même n'appellent à voter pour l'un des deux candidats restant en lice. Cependant, après le débat Sarkozy-Royal du 2 mai, François Bayrou indique à un journaliste du Monde qu'il ne votera pas pour Nicolas Sarkozy (il annonce trois ans plus tard qu'il a voté blanc). Selon un sondage TNS Sofres, les électeurs de François Bayrou au premier tour de l'élection présidentielle de 2007 sont aussi nombreux à choisir au second tour Ségolène Royal que Nicolas Sarkozy (40 % chacun). Il est soutenu par Azouz Begag, ministre chargé de la Promotion de l’égalité des chances dans le gouvernement Dominique de Villepin.

#### Lancement du Mouvement démocrate pour les élections législatives

Ancien logo.

Le 10 mai 2007, les conseillers nationaux de l'UDF réunis à la Mutualité appellent à la création du Mouvement démocrate par un vote à main levée, à l'unanimité moins quatre voix « contre » et 4 abstentions.
L'intention annoncée de présenter des candidats dans toutes les circonscriptions aux élections législatives de 2007, se traduit par la présentation de 535 candidats (sur 577 circonscriptions), chiffre jamais atteint par l'ancienne ou la nouvelle UDF. Cependant, 18 des 23 députés UDF, soutiens de Nicolas Sarkozy, créent, à la demande de ce dernier, le Nouveau Centre, qui se définit comme de centre droit et dans la majorité présidentielle.

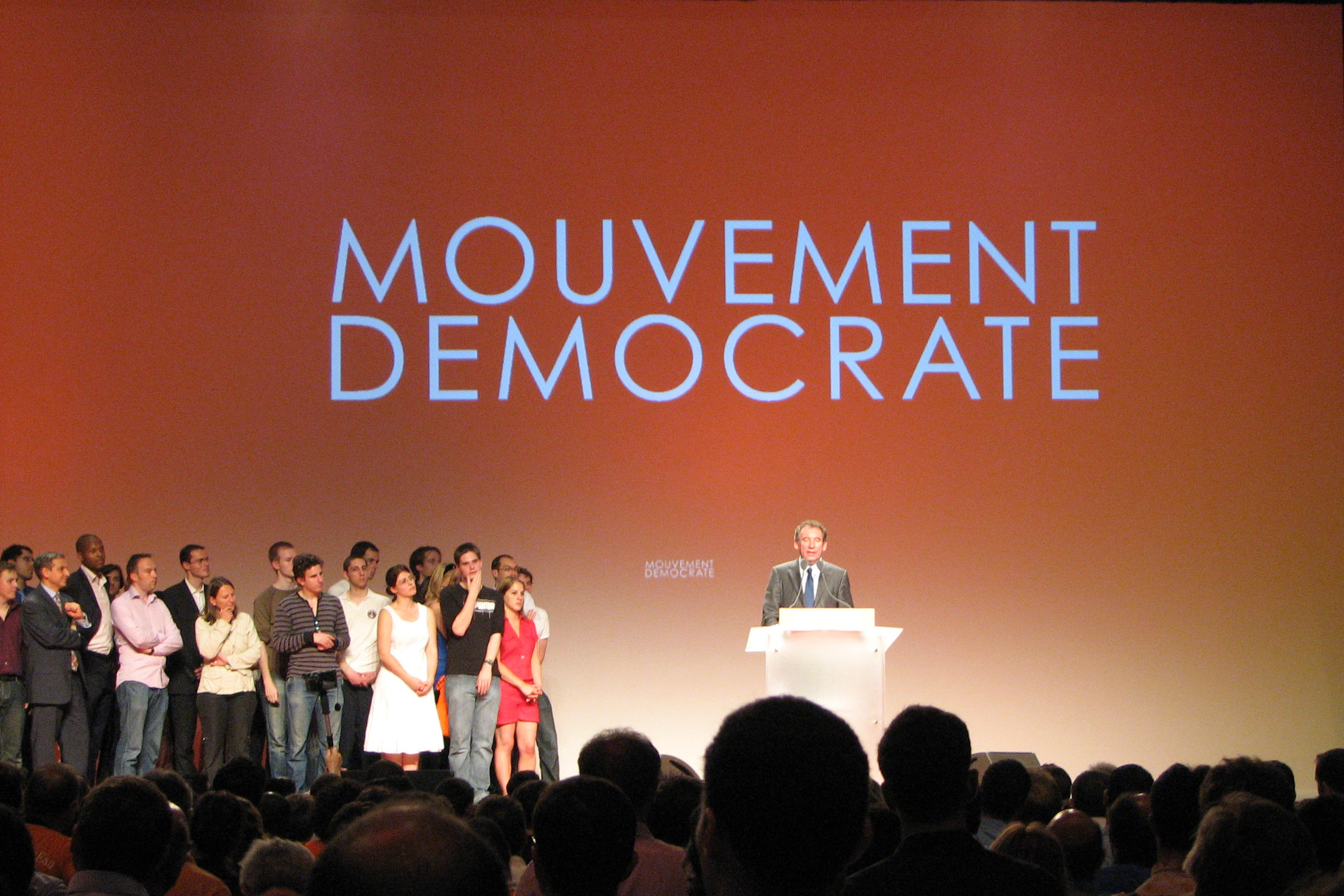
François Bayrou au premier meeting du Mouvement démocrate au Zénith, le 24 mai 2007.

Le lancement public du Mouvement démocrate se déroule le 24 mai 2007 au Zénith de Paris. Deux partis politiques, l'UDF et Cap21 sont mentionnés dans les statuts du Mouvement démocrate comme membres fondateurs.
L'UDF est le plus important en termes quantitatifs (près de 35 000 adhérents) et politiques, François Bayrou et la plupart des cadres du Mouvement en étant issus. Cependant, une forte majorité des députés sortants UDF, certains sénateurs et certaines figures politiques traditionnelles de l'UDF, comme le député européen Jean-Louis Bourlanges ou Simone Veil (qui soutient Nicolas Sarkozy dès le premier tour), se démarquent de cette initiative en rejoignant soit l'UMP soit le Nouveau Centre. Toutefois, la grande majorité des autres élus de l'UDF (y compris les députés européens et la majorité des sénateurs) participent à la création du Mouvement démocrate. Didier Bariani explique à l'occasion du Conseil national de l'UDF, réuni le 10 mai 2007, que « les statuts de l'UDF ne seront ni modifiés, ni amendés, ni complétés demain » : « L'UDF dans sa dénomination, ses statuts et son règlement reste totalement intacte. Elle sera membre fondateur, ou partie constituante, du Mouvement démocrate. » Ainsi, d'autres formations pourraient joindre le MoDem si elles le souhaitent.
Les candidats du parti portent alors l'étiquette « UDF - Mouvement démocrate ». Selon une carte du journal Le Monde basée sur le résultat de François Bayrou à l'élection présidentielle, un très grand nombre de circonscriptions législatives auraient pu faire l'objet d'une triangulaire avec le centre. Pour se maintenir au second tour, un candidat doit en effet avoir rassemblé sur son nom au moins 12,5 % des suffrages des électeurs inscrits sur les listes électorales. Ce pronostic se basait donc sur les circonscriptions dans lesquelles au moins 12,5 % des électeurs inscrits avaient apporté leur voix à M. Bayrou lors du premier tour de l'élection présidentielle.
D'après le ministère de l'Intérieur, les 535 candidats de l'« UDF-Mouvement démocrate » obtiennent 1 981 107 voix, soit 7,61 % des suffrages exprimés, le 10 juin 2007, au premier tour. Ce score, supérieur à celui de l'ancienne UDF lors du scrutin de 2002, fait du MoDem le troisième parti au niveau national, nettement devant les 2,04 % du Nouveau Centre, mais loin derrière l'UMP et le PS. Néanmoins, seulement trois candidats atteignent le seuil des 12,5 % des inscrits et se maintiennent au second tour. Tous les trois sont élus au second tour : François Bayrou (2e circonscription des Pyrénées-Atlantiques), Abdoulatifou Aly, (circonscription de Mayotte,) et Jean Lassalle, (4e circonscription des Pyrénées-Atlantiques), dans le cadre de la seule triangulaire du pays (MoDem-UMP-PS). François Bayrou bénéficie de la décision de l'UMP de retirer son candidat — en ballottage défavorable, comme le candidat PS — dans un « geste d'amitié ». Ces trois élus siègent à l'Assemblée nationale parmi les députés non-inscrits.
Deux autres députés sont également initialement revendiqués par le MoDem. Thierry Benoit, que François Bayrou évoque dans son discours télévisuel au soir des élections comme un des députés MoDem, car adhérent UDF et bénéficiant de l'investiture du parti, sans adhérer au MoDem. Après avoir annoncé, peu avant le Congrès fondateur de Villepinte les 1er et 2 décembre 2007, qu'il n'adhère pas au parti, il s'apparente le 1er juillet 2008 au groupe Nouveau Centre de l'Assemblée nationale. Jean-Christophe Lagarde, également investi par le MoDem, fait campagne sans étiquette et sans candidat UMP face à lui. Il rejoint le groupe parlementaire du Nouveau Centre à l'Assemblée nationale, et devient même, le 3 juillet 2007, le 5e vice-président national du Nouveau Centre.

#### De l'association de financement au parti

##### Question du nom
Annoncé le 25 avril, le « Parti démocrate » ne fut pas créé pour deux raisons : la connotation fâcheuse du sigle résultat des initiales correspondantes (« PD » évoquant « pédés », désignation injurieuse des homosexuels en français métropolitain) d'une part ; l'existence d'un autre Parti démocrate français d'autre part. François Bayrou proposa donc le 4 mai 2007 le nom de Mouvement démocrate (MoDem). L'existence depuis 1978 du Mouvement démocrate français (formation politique gaulliste et souverainiste) ne semble pas être sujette à polémique.
Le Mouvement démocrate est surnommé MoDem ; ce mot-valise aurait été inventé par les jeunes UDF sur les forums Internet et fut repris immédiatement par François Bayrou lors du Conseil national fondateur du 10 mai 2007.

##### Congrès fondateur

Premier logo provisoire du Mouvement démocrate dès mai 2007.

Deuxième logo provisoire du Mouvement démocrate dès mai 2007.

Le Mouvement démocrate a organisé la tenue du « Forum des démocrates » (du 13 au 16 septembre 2007, à Seignosse-Le Pénon), dont l'objectif a été d'engager un débat interne, ouvert à d'éventuelles futures organisations membres, sur le futur parti.
À ce jour[Quand ?], le MoDem est formellement un parti politique (car il a déposé ses statuts et son association de financement a été agréée par la commission des comptes de campagne). Cette association de financement a été créée pour permettre le recueil des adhésions depuis le 24 mai 2007. Le nom exact déposé pour le rattachement financier des candidats aux élections législatives 2007 est UDF-Mouvement démocrate.
Le parti choisit l'orange comme couleur sur une idée de Marielle de Sarnez, inspirée par la « révolution orange » de l’automne 2004 en Ukraine.
Le congrès fondateur du MoDem s'est tenu le samedi 1er décembre 2007 (journée entière) et le dimanche 2 décembre (le matin). Le congrès UDF s'est tenu juste avant, le vendredi 30 novembre (après-midi). Les deux congrès ont eu lieu au parc des expositions de Villepinte (Seine-Saint-Denis).
Lors de son congrès, les statuts du parti ont été adoptés avec une procédure de votes à mains levées, à la suite de dizaines d'amendements. François Bayrou (seul candidat) a ensuite été élu président du MoDem et un bureau exécutif provisoire a été nommé.
Les membres fondateurs du MoDem sont : François Bayrou, Marielle de Sarnez, Michel Mercier et Jacqueline Gourault, ainsi que tous les adhérents du MoDem et de l'UDF à jour de cotisation au 1er décembre 2007. Les statuts de l'association, créée le 7 mai 2007, ont fait l'objet d'un dépôt en préfecture le 9 mai (veille du Conseil national de l'UDF, le 10 mai, à la Mutualité de Paris).
Un bureau exécutif national, a été nommé par François Bayrou lors du Congrès fondateur. François Bayrou, qui était, depuis sa création, le président de facto du Mouvement démocrate et seul candidat en lice, a été élu président du MoDem lors de ce congrès par un vote des militants. Le Bureau exécutif national a été en partie renouvelé le 29 juillet 2009, puis en décembre 2014.

#### Membres de l'UDF opposés à la création du Mouvement démocrate
Plusieurs personnalités de l'UDF ont exprimé leur opposition ou leur scepticisme quant à la création du Mouvement démocrate, considérant que le « centre » ne doit exister qu'au sein de la majorité présidentielle de Nicolas Sarkozy, en la pondérant, et non dans l'opposition.
Certains, comme Jean-Louis Bourlanges ou Jean Arthuis considèrent à titre personnel que la constitution d'une force politique centriste complètement indépendante repose sur une stratégie difficile à tenir dans le cadre des institutions de la Ve République (élection présidentielle au suffrage universel direct, mode de scrutin majoritaire aux élections législatives). Cependant Bourlanges, ayant quitté en mars 2017 l'émission L'Esprit public sur France Culture parce qu'il soutenait En marche, se présente aux législatives sous étiquette MoDem et est élu en juin 2017.
Au 12 juillet 2007, sur les 530 membres du bureau politique de l'UDF, 80 avaient été radiés pour avoir rejoint le Nouveau Centre.

##### Partisans d'une alliance avec l'UMP
La plupart d'entre eux sont aujourd'hui regroupés au sein du Parti social libéral européen (PSLE), le Nouveau Centre, qui s'est allié à l'UMP à l'occasion des élections législatives de juin 2007. Quelques-uns ont également fait le choix de rejoindre l'UMP, comme Gisèle Gautier, sénatrice de la Loire-Atlantique ou Pierre-Christophe Baguet, député des Hauts-de-Seine.
Plusieurs personnalités de l'UDF ont souhaité la création d'un nouveau parti de centre droit, indépendant de l'UMP mais qui serait son allié fidèle. « L’idée est de créer un parti de centre droit, indépendant de l’UMP », a expliqué le sénateur UDF Yves Pozzo di Borgo, qui fait partie des parlementaires centristes soutenant la candidature de Nicolas Sarkozy.
Trois anciens membres de l'équipe de campagne présidentielle de François Bayrou se sont clairement opposés dès le 7 mai 2007 à la création du Mouvement démocrate. Hervé Morin, président du groupe UDF à l'Assemblée nationale annonce son ralliement définitif à la majorité présidentielle de Nicolas Sarkozy, et donc implicitement qu'il n'adhérera pas au Mouvement démocrate. François Sauvadet, porte-parole de l'UDF a pris la même position. Tout comme Maurice Leroy, député du Loir-et-Cher.

##### «Les sceptiques»
Plusieurs parlementaires de l'UDF prennent également leurs distances avec plus de nuances.
- Jean Arthuis a voté, au Congrès de Villepinte, la motion intégrant l'UDF au nouveau Mouvement démocrate ; considérant, dans son discours, qu'il s'agissait d'une évolution nécessaire pour sa famille politique. Auparavant, il avait évoqué un risque de scission au sein de l'UDF, regretté l'hostilité de François Bayrou à l'égard de Nicolas Sarkozy et souhaité que l'UDF demeure un parti en tant que tel. En avril 2008, après le résultat médiocre du Mouvement Démocrate aux élections municipales, il annonce le quitter définitivement, avec pour objectif de reconstruire l'« UDF » (il souhaitait notamment récupérer le siège parisien et les subventions de l'UDF), une démarche vouée à l'échec. Il a toutefois annoncé dans la presse souhaiter rassembler les centristes et a créé le 16 juillet 2008 une association nationale.
- Jean-Louis Bourlanges, ancien député européen et chroniqueur à France Culture, quant à lui, a affirmé son scepticisme face à la stratégie de François Bayrou[26] avant de démissionner de l'UDF lors du Congrès de mai 2007 à Paris.

### Stratégie d'indépendance (2008-2012)

#### Alliances au «cas par cas» pour les municipales et conséquences aux sénatoriales (2008)

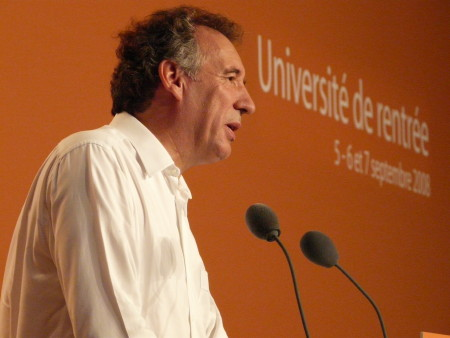
François Bayrou à l'Université de rentrée du Mouvement démocrate à Cap Esterel, le 5 septembre 2008.

À l'occasion des élections municipales de 2008, le MoDem a revendiqué son indépendance et son refus de la bipolarisation en choisissant une stratégie du « cas par cas » en fonction des enjeux et des projets locaux. Le parti a ainsi été conduit à présenter des listes indépendantes dans certaines villes ou à s'allier à d'autres formations politiques, soit à droite (comme à Bordeaux avec Alain Juppé) soit à gauche (comme à Dijon avec François Rebsamen). Les adversaires du MoDem et certains médias ont souvent qualifié d'« illisible » ou d'« opportuniste » cette stratégie.
Ces élections ont confirmé d'une part la difficulté qu'a le MoDem de construire une nouvelle force politique centrale et indépendante, comme l'ont montré certaines dissensions internes comme à Lyon, et d'autre part l'avantage de son positionnement qui lui ont permis d'apparaître au soir du premier tour la « clé du deuxième tour »[réf. obsolète] selon certains analystes. À l’issue du premier tour, le MoDem a obtenu 594 960 voix, soit 3,70 % des suffrages exprimés dans les communes de plus de 3 500 habitants, selon le décompte réalisé par le ministère de l'intérieur (les candidats centristes alliés la majorité présidentielle dont le Nouveau Centre et certains MoDem ayant quant à eux rassemblé 3,49 % des suffrages exprimés). Le site officiel du MoDem a préféré mettre en avant le résultat du parti réalisé dans les 350 villes où il présentait des listes indépendantes, soit une « moyenne de près de 16 % des voix » relevant également que « 15 villes ont été gagnées au premier tour dont 2 de plus de 40 000 habitants ». Au second tour, la stratégie fut aussi choisie en fonction des situations locales. Dans 60 villes, les candidats ont maintenu leur liste (comme à Saint-Étienne, à Rennes ou à Quimper), parfois après avoir exprimé sans succès leur volonté de fusionner avec d'autres listes (comme à Paris). Dans d'autres villes, les listes MoDem pouvant se maintenir se sont retirées, le plus souvent sans donner de consignes de vote (comme à Lyon ou Blois). Enfin, d'autres listes ont fait le choix de fusionner, comme Jean-Luc Bennahmias avec la liste PS à Marseille, Jean-Luc Forget avec la liste UMP à Toulouse, ou Jean-Marie Orihuel avec la liste d'union de la gauche à Aubagne. Ce dernier choix a cependant été condamné par François Bayrou, car la liste d'union de la gauche était conduite par le maire sortant Daniel Fontaine, membre du PCF. À l'issue du second tour, les résultats du MoDem se traduisent souvent par des défaites. Malgré un faible écart de voix, c'est symboliquement le cas de François Bayrou à Pau dont la candidature était un enjeu majeur du parti. À Paris, le MoDem ne réussit à conserver qu'un seul siège de conseiller de Paris, en la personne de Marielle de Sarnez. Le parti n'est donc plus en mesure de constituer un groupe au sein du Conseil et n'aura pas contribué à modifier sensiblement l'équilibre des forces entre droite et gauche, le PS, l'UMP et leurs alliés, conservant respectivement 12 contre 8 arrondissements, comme durant la précédente mandature. Le MoDem gagne ou conserve cependant un certain nombre de villes moyennes comme Biarritz, Mont-de-Marsan, Saint-Brieuc, Arras, Talence ou encore Saint-Leu à La Réunion, et parvient à réaliser quelques scores notables dans d'autres villes, comme à Saint-Étienne, où son maintien au second tour favorise la victoire du Parti socialiste contre le maire radical valoisien sortant. À la suite de ces municipales, le MoDem compte un millier de maires au total.
Lors des élections sénatoriales de septembre 2008, où les élus municipaux constituaient 95 % des grands électeurs, le faible score du MoDem aux élections municipales de mars a constitué un handicap. Le MoDem perd les deux sièges de ses sénateurs sortants candidats à leur succession (Philippe Arnaud et Philippe Nogrix, André Vallet ne se représentant pas). L'équilibre au sein du groupe Union centriste-UDF, divisés entre partisans de la stratégie d'indépendance du MoDem et ceux se positionnant dans la majorité présidentielle, s'en trouve modifié. Les sénateurs MoDem soutenant sans réserves François Bayrou ne sont en effet plus que 7 sur les 15 élus du groupe membres du parti. Le poids stratégique du groupe Union centriste-UDF pourrait néanmoins s'affirmer en raison du renforcement des groupes de gauche et l'affaiblissement numérique de celui de l'UMP. En effet, la majorité relative détenue par ce dernier à la Haute Assemblée lui impose d'obtenir l'appui de sénateurs siégeant aux groupes RDSE et UC-UDF.

#### Échecs électoraux et dissensions internes (2009-2012)
En février 2009, les adhérents sont consultés par internet sur un rapport désignant entre autres les têtes de liste aux élections européennes (sauf pour l'outre-mer). Sur 13 255 votants, 86 % sont favorables au rapport proposé, 6 % sont contre, 8 % votent blanc. Lors du scrutin européen le MoDem connaît un revers électoral en n'obtenant que 8,46 % des suffrages, soit 1 455 225 voix et six élus, contre 11,96 %, soit 2 053 446 voix et onze élus pour l'UDF en 2004. Il perd également sa position de troisième force politique à ce scrutin, acquise en 2004, au profit des listes Europe Écologie. À l'issue du scrutin plusieurs personnalités du MoDem (dont en particulier Jean-François Kahn et Corinne Lepage) relèvent ce qu'ils considèrent comme le résultat d'une erreur de stratégie. Selon eux, le MoDem et son président François Bayrou, n'auraient pas suffisamment mis en avant les questions européennes et de développement durable pendant la campagne, au profit d'un discours d'opposition à Nicolas Sarkozy qui aurait eu l'intention de transformer le scrutin européen en test électoral, en vue de l'élection présidentielle de 2012. S'ajoutent à ces critiques sur les thématiques de campagne, celles tenant au fonctionnement interne du MoDem, notamment la « lettre ouverte aux dirigeants du Mouvement démocrate » de l'initiative « Les Promoteurs », qui réclament une plus grande collégialité dans les prises de décisions et dans l'expression médiatique du Mouvement, jugées trop concentrées sur la personne de François Bayrou ; ainsi qu'à l'absence de « colonne vertébrale » idéologique et à l'absence de grands axes qui structurent la pensée du MoDem (initiative du GRID).
Le 23 juin 2009, à la suite de l'entrée de Michel Mercier au gouvernement et de sa mise en congé du MoDem, Jean-Jacques Jégou est nommé trésorier du mouvement.
En janvier-février 2010, le MoDem doit faire face à une série de défections et critiques de ses membres, ; dans le même temps, les intentions de vote en faveur du parti s'effondrent.
Le 17 mars 2010, Corinne Lepage, vice-présidente du MoDem, quitte le parti, son parti quitte officiellement le MoDem le 30 mai.
Pour les élections régionales de 2010, le MoDem adopte une stratégie visant à présenter des listes indépendantes au premier tour dans l'ensemble des régions. Au second tour, le parti envisage des alliances avec d'autres formations politiques à la condition qu'elles ne soient pas membres de la majorité présidentielle de Nicolas Sarkozy. Cette stratégie est suivie dans l'ensemble des régions métropolitaines, même si elle connaît quelques exceptions et plusieurs contestations de responsables du parti. Ainsi, le responsable du MoDem de Charente-Maritime intègre dès le premier tour la liste de Ségolène Royal qui avait proposé au MoDem cinq places éligibles. Plusieurs responsables du MoDem rejoignent quant à eux les listes de la majorité présidentielle dès le premier tour, comme Nicolas About, président du groupe Union centriste au Sénat, dans les Yvelines ou Laurent Gérault, chef de file du MoDem pour les régionales en Pays de la Loire, qui quitte le parti pour rejoindre l'Alliance centriste de Jean Arthuis. De plus, les divisions en Languedoc-Roussillon n'ont pas permis de présenter une liste. Au niveau national, le MoDem conclut par ailleurs une alliance électorale avec l'Alliance écologiste indépendante, qui se traduit par des listes communes, comme en Franche-Comté. Cap21, composante fondatrice du MoDem, poursuit sa propre stratégie et conclut plusieurs alliances avec Europe Écologie en intégrant ses listes au niveau régional (Alsace, Haute-Normandie, Provence-Alpes-Côte d'Azur, Bretagne, Pays de la Loire, Lorraine). Avec 4,2 % des voix, le MoDem signe son plus mauvais score ; seule la liste de Jean Lassalle a franchi la barre des 10 % en région Aquitaine et seulement trois autres listes atteignent les 5 % permettant une éventuelle fusion dans une autre liste : Rodolphe Thomas en Basse-Normandie (8,9 %), Bruno Joncour en Bretagne (5,30 %) et Marc Fesneau dans le Centre (5,08 %). Toutefois, aucune de ces listes ne cherche à fusionner ni ne donne de consigne de vote pour le second tour. La présidente de Cap21 et vice-présidente du MoDem, Corinne Lepage qualifie par ailleurs de « désastreux » les choix stratégiques adoptés par le MoDem. Elle annonce par ailleurs son départ du MoDem à titre personnel et souhaite soumettre la question pour son mouvement à ses militants. Au second tour, la liste de Jean Lassalle a atteint 15,65 % des voix, dernier de la triangulaire. Au total, le MoDem a obtenu 12 élus lors de ces élections.
En septembre 2011, le Modem forme son cabinet fantôme, à l'image du « shadow cabinet » britannique, équipe de vingt-deux responsables ayant chacun son portefeuille.
Le MoDem a présenté ou soutenu un peu moins de 400 candidats dans l'ensemble des 2026 cantons renouvelés par Élections cantonales de 2011. Selon le MoDem, ceux-ci ont recueilli en moyenne 13,87 % des voix au premier tour, 8 d'entre eux ont été élus au premier tour et 70 se sont maintenus au second tour. Entre les deux tours, François Bayrou a appelé à « un vote républicain contre le FN » après le bon score du parti de Marine Le Pen au premier tour. À l'issue du second tour, le MoDem revendiquait 32 élus contre 12 sortants et protestait contre le « mode de calcul trompeur utilisé par le ministère de l'Intérieur » qui communique des statistiques basées sur l'ensemble des cantons sans tenir compte du nombre de candidats présentés.
Les élections sénatoriales de 2011, concernent six sièges sur les sept que compte le MoDem dans cette assemblée. Didier Borotra (Pyrénées-Atlantiques) ne se représentant pas, le MoDem compte 5 candidats à leur réélection : Jacqueline Gourault (Loir-et-Cher), Roselle Cros (Yvelines), Jean-Marie Vanlerenberghe (Pas-de-Calais), Denis Badré (Hauts-de-Seine) et Jean-Jacques Jégou (Val-de-Marne).
Jean-Marie Vanlerenberghe (Pas-de-Calais) et Jacqueline Gourault (Loir-et-Cher) sont réélus dès le premier tour, et Jean-Jacques Lasserre est élu au second tour dans les Pyrénées-Atlantiques. Les sénateurs Denis Badré (Hauts-de-Seine) et Jean-Jacques Jégou (Val-de-Marne) ne sont pas réélus.
Le 7 décembre 2011, François Bayrou officialise sa candidature à l'élection présidentielle de 2012. Malgré sa volonté de ne pas apparaître comme le candidat du MoDem, la presse l'assimile à son parti, par mimétisme avec les autres candidats. Ayant tout d'abord réussi à attirer vers sa candidature plusieurs personnalités de centre droit telles que Philippe Douste-Blazy, Alain Lambert, Bernard Bosson ou Pierre Albertini, François Bayrou reçoit le soutien d'une vingtaine de sénateurs divers droite et de plusieurs parlementaires villepinistes au tournant de l'année 2012. Le 8 janvier, c'est l'ancien ministre, ancien maire de Toulouse et cofondateur de l'UMP, Philippe Douste-Blazy qui rejoint François Bayrou et appelle à une union nationale autour de ce dernier. Après une entrée en campagne au cours de laquelle le candidat réussit un doublement des intentions de vote en sa faveur, François Bayrou retrouve le 4 mars 2012 dans un sondage sa troisième place de 2007, à égalité avec Marine Le Pen à 15 %. Il ne parvient cependant pas à susciter une dissidence des centristes de l'UMP, malgré ses appels répétés à Pierre Méhaignerie, qui décide finalement de soutenir Nicolas Sarkozy, avant de se retirer de la vie politique. Mi-avril 2012 et alors que le candidat franchit à la baisse la barre des 10 % dans les sondages, plusieurs soutiens du candidat centriste, dont Jean-François Kahn et le magistrat Philippe Bilger, craignant une alliance à droite ou la reproduction du non-choix de 2007, l'appellent à refuser à l'avance tout soutien à Nicolas Sarkozy au second tour,. La « jeune garde », menée par trois cadres du parti, Cyril Chadé, Audrey Tricoit et Vincent Chauvet, prend alors l'initiative de publier une tribune dans Libération appelant François Bayrou à négocier un accord de gouvernement avec François Hollande s'il ne parvenait pas au second tour. François Bayrou obtient 9,13 % des voix au premier tour de la présidentielle en avril 2012, arrivant en cinquième position parmi les dix candidats. Le 3 mai, à l'issue d'une réunion du bureau du MoDem, François Bayrou annonce qu'il ne donne pas de consigne de vote à ses électeurs du premier tour des élections présidentielles mais qu'il votera, à titre personnel, pour le candidat socialiste François Hollande.

### Rapprochement avec la droite (2012-2017)

Logotype du Centre pour la France.

Le MoDem présente ou soutient 400 candidats « Centre pour la France » dont 75 % sont membres du parti aux élections législatives de 2012. Une centaine de candidats potentiels auraient quitté le mouvement après le 6 mai 2012. 40 % sont des femmes et 10 % représentent la diversité. Réalisant en moyenne 2,7 % des voix, seuls sept candidats se qualifient pour le second tour, dont Philippe Folliot, Alliance centriste et deux à La Réunion qui réalisent les meilleurs scores du MoDem. Le CpF a soutenu un certain nombre de candidats issus du Nouveau Centre, de l'Alliance centriste, du Parti radical et du Parti radical de gauche ou des socialistes dissidents en fonction des contextes locaux. Ainsi, Rama Yade, radicale, ex-UMP, a été soutenue par le MoDem, de même que le maire divers gauche d'Autun Rémy Rebeyrotte.
Le 3 avril 2013, à la suite de l'affaire Cahuzac, François Bayrou annonce le lancement d'une pétition citoyenne visant à obtenir un référendum sur une loi de moralisation de la vie publique. En l'espace de 24 heures, la pétition recueille plus de 19 000 signatures.
En janvier 2013, François Bayrou déclare lors de ses vœux que « le Mouvement démocrate portera aux élections municipales de 2014 une démarche inspirée des GAM ». « Ce qui compte pour une ville, ce n’est pas l’étiquette des candidats, mais leur qualité humaine et leur projet. J’ai en mémoire en vous disant cela l’expérience des GAM, groupes d’action municipale, qui changèrent autrefois la face de bien des villes. Ces groupes ont été constitués – je cite la phrase de leur constitution – « par des militants et des animateurs qui considéraient que les partis politiques ne répondaient pas en tant que tels aux besoins des citoyens ». Et c'était une première expérience de « démocratie participative ». » Selon le journal Sud Ouest, François Bayrou pourrait mettre en place un tel groupe d'action municipale nouvelle version dans sa ville de Pau. Le 7 février 2013, Marielle de Sarnez annonce que le MoDem soutiendra Alain Juppé lors des municipales à Bordeaux, comme il l'avait fait précédemment en 2008. Le 21 mars 2013, elle a également annoncé sur le plateau des 4 Vérités, sur France 2, qu'elle serait candidate en 2014 à la mairie de Paris pour représenter le MoDem. En 2008, les listes conduites par Marielle de Sarnez à Paris avait obtenu 9,08 % des suffrages. Le 18 mars 2013, Jean-Luc Bennahmias annonce sa candidature aux primaires de l'opposition à Marseille, provoquant une réaction des adhérents marseillais qui réclament son départ, refusant une alliance avec le PS enfermé dans de lourdes affaires judiciaires. Jean-Luc Bennahmias, désavoué par le bureau exécutif national, François Bayrou et par les adhérents marseillais du parti centriste, est contraint de quitter le MoDem en février 2014 et est remplacé par Childéric Muller, déjà président du comité de ville de Marseille qui, après avoir tenté de monter des listes en deux jours[réf. nécessaire], soutiendra Jean-Claude Gaudin dès le premier tour. Michel Fanget (15,97 % des suffrages en 2008) a également annoncé pour sa part qu'il sera candidat en 2014 à la mairie de Clermont-Ferrand.Geneviève Darrieussecq, maire MoDem de Mont-de-Marsan est de nouveau à la tête d'une liste d'union MoDem-UMP à l'instar de 2008. Le 8 mars 2014, Alain Juppé est venu soutenir François Bayrou lors d'un meeting dans la ville de Pau. Au premier tour des élections municipales, les listes conduites par le Mouvement démocrate dans les communes de plus 10 000 habitants ont obtenu en moyenne plus de 15 % des voix et plus de 50 maires sont élus. Au second tour, François Bayrou est élu maire de Pau, tandis que son parti conserve les villes de Biarritz, Saint-Brieuc, Mont-de-Marsan, Talence ou encore Saint-Leu à La Réunion.
Le 5 novembre 2013, François Bayrou signe avec Jean-Louis Borloo, président de l'Union des démocrates et indépendants (UDI), une charte qui unit leurs deux partis au sein d'une plate-forme politique commune, L'Alternative, avec l'ambition de conduire des listes communes aux élections nationales, européennes et régionales ainsi que d'organiser une primaire commune aux partis centristes en vue de l'élection présidentielle de 2017. Lors des élections européennes de mai 2014, les listes de l'Alternative obtiennent 9,93 % des voix, un résultat en hausse par rapport à celui de 2009. Sept eurodéputés du MoDem sont élus ou réélus.
Lors des élections départementales françaises de 2015, le MoDem retrouve la présidence du Conseil départemental des Pyrénées-Atlantiques et entre dans l'exécutif de nombreux conseils départementaux : Savoie (UMP), Territoire de Belfort (UMP), Calvados (UDI), Loir-et-Cher (UDI), Lozère (PS) notamment. Au soir du second tour, plus d'une quarantaine d'élus MoDem font leur entrée dans une vingtaine de conseils départementaux.
À l'occasion des élections régionales françaises de 2015, le MoDem est allié avec LR et l'UDI dans onze régions au sein de listes d'union de la droite et du centre et se présente seul en Bourgogne-Franche-Comté dans laquelle sa tête de liste Christophe Grudler recueille 3,26 % des suffrages exprimés et à la Réunion, ou mené par son député Thierry Robert, il arrive en troisième position avec 20,32 % des suffrages exprimés, cette liste fusionnée avec la liste de gauche menée par la députée Huguette Bello (PLR) échouera au second tour.
Au total, le MoDem a obtenu 60 élus lors de ces élections.

### Soutien à la majorité présidentielle d'Emmanuel Macron (depuis 2017)

#### Élection présidentielle de 2017
La participation du Mouvement Démocrate aux élections de 2017 se montre par les prises de positions de François Bayrou et des autres responsables du parti.
Il prend tout d'abord la forme du soutien à la candidature d'Alain Juppé à la primaire de la droite et du centre, sans pour autant faire participer officiellement le MoDem à la primaire. La large victoire de François Fillon, qui devient ainsi le candidat des Républicains et de leurs alliés, rebat les cartes.
Interrogé sur la candidature d'Emmanuel Macron, président du mouvement En marche qui souhaite dépasser le clivage droite-gauche comme lui, François Bayrou émet tout d'abord des critiques, et parle d'un candidat « des forces de l'argent ». Cependant, lors d'une déclaration à la presse le 22 février 2017 concernant sa décision en vue de la prochaine échéance électorale, François Bayrou estime que la France est « décomposée » et propose une alliance à Macron pour ne pas prendre le risque de dispersion des voix. Il pose quatre exigences pour cette proposition (à savoir une véritable alternance dans les pratiques politiques, une loi sur la moralisation de la vie publique, l'amélioration de la rémunération du travail et l'introduction de la proportionnelle pour les élections législatives,,) ; qu'Emmanuel Macron accepte aussitôt. François Bayrou apporte depuis lors son soutien à Emmanuel Macron, notamment en assistant à un meeting du candidat à Reims.

#### Élections législatives de 2017
Un accord électoral est passé avec La République en marche. Le MoDem devait présenter environ 90 candidats sous ses couleurs propres, en alliance avec LREM qui déclare vouloir présenter au total 577 candidats. Néanmoins, LREM ne présente que 5 candidats MoDem sur 424 investitures le 11 mai 2017. François Bayrou déclare que « la liste n'a pas l'assentiment du MoDem. […] Je convoque le bureau politique du MoDem vendredi soir en souhaitant que dans les heures qui viennent, un mouvement de raison permette des investitures communes dans toutes les circonscriptions, comme Emmanuel Macron et moi en sommes convenus depuis le premier jour de notre entente ». Au 11 mai, le Modem maintenait au moins 12 candidats, tous désignés avant le ralliement à la candidature d'Emmanuel Macron.
Un nouvel accord permet l'investiture de 80 candidats Modem. À l'issue du second tour des élections le 18 juin, le Modem obtient le nombre de 43 députés à l'Assemblée nationale, ce qui constitue un record pour cette formation. Le MoDem perd un député lors des élections législatives partielle de 2018 mais voit son groupe parlementaire gagner une dizaine de membres d'août 2020 à janvier 2021.

#### Participation aux gouvernements Philippe, Castex, Borne et Attal
Le 17 mai 2017, François Bayrou est nommé ministre d'État et ministre de la Justice, alors que Marielle de Sarnez devient ministre chargée des Affaires européennes. Les deux ministres quittent le gouvernement le 21 juin 2017, à la suite de l'affaire des assistants parlementaires du MoDem, et sont remplacés par Jacqueline Gourault et Geneviève Darrieussecq dans le gouvernement Philippe II. À la suite du remaniement du 16 octobre 2018, Marc Fesneau devient à son tour ministre chargé des Relations avec le Parlement tandis que Jacqueline Gourault est promue Ministre de la Cohésion des Territoires et des Relations avec les Collectivités Territoriales. Le MoDem compte ainsi trois membres au gouvernement.
En juillet 2020, Jacqueline Gourault et Marc Fesneau sont maintenus à leur poste, Geneviève Darrieussecq est promue ministre déléguée tandis que Sarah El Hairy et Nathalie Élimas deviennent secrétaire d'État auprès du ministre de l'Éducation, respectivement à la Jeunesse et à l'Éducation prioritaire. À la suite de ce remaniement, le MoDem compte ainsi cinq membres au sein du gouvernement.
- François Bayrou : ministre d'État, garde des sceaux, ministre de la Justice (Philippe I, mai à juin 2017)
- Marielle de Sarnez : ministre déléguée aux Affaires Européennes (Philippe I, mai à juin 2017)
- Jacqueline Gourault : ministre auprès du ministre de l'Intérieur (Philippe II, juin 2017 - octobre 2018) puis ministre de la Cohésion des territoires et des Relations avec les collectivités territoriales (Philippe II puis Castex, depuis octobre 2018)
- Geneviève Darrieussecq : secrétaire d'État auprès de la ministre des Armées (Philippe II, juin 2017 - juillet 2020), ministre déléguée à la Mémoire et aux Anciens Combattants (Castex, depuis juillet 2020)
- Marc Fesneau : ministre délégué aux Relations avec le Parlement (Philippe II, octobre 2018 - juillet 2020) puis ministre délégué aux Relations avec le Parlement et à la participation citoyenne (Castex, depuis juillet 2020)
- Sarah El Haïry : secrétaire d'État à la Jeunesse (Castex, depuis juillet 2020)
- Nathalie Élimas : secrétaire d'État à l'Éducation prioritaire (Castex, depuis juillet 2020)

Lors du remaniement de janvier 2024, Marc Fesneau est le seul ministre MoDem de l'équipe resserrée constituée autour de Gabriel Attal. Le 6 février 2024, François Bayrou est pressenti pour entrer au gouvernement à la suite de sa relaxe dans l'affaire des assistants parlementaires du MoDem au Parlement européen. Le lendemain, il s'entretient avec Emmanuel Macron et Gabriel Attal pour évoquer sa possible arrivée au Ministère de l'Éducation nationale. Il annonce qu'il n'entrera pas au gouvernement, faute « d’accord profond sur la politique à suivre ».

#### Élections européennes de 2019
Le parti fait le choix d'une alliance avec La République en marche. La liste obtient 23 élus, dont cinq sont issus du MoDem : Marie-Pierre Védrenne, Christophe Grudler, Sylvie Brunet et Laurence Farreng et Catherine Chabaud.

## Idéologie

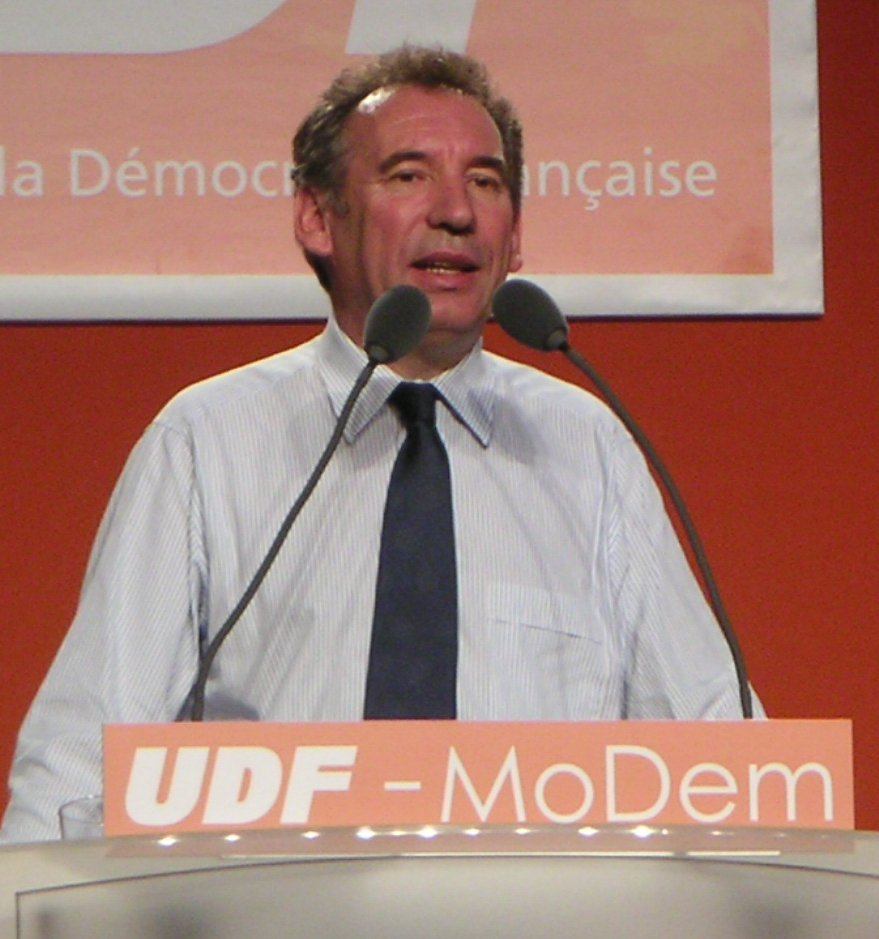
François Bayrou, en 2007.

Le Mouvement démocrate s'est engagé à promouvoir les idéaux républicains et le développement durable par l'édification d'une démocratie de responsabilité dans la vie politique nationale, européenne et mondiale comme dans la vie économique et sociale.

### Ambition européenne
Avant même la création du Mouvement démocrate, François Bayrou a lancé le Parti démocrate européen, en avril 2004, aux côtés de Francesco Rutelli, dont le président d'honneur est Romano Prodi.
Le Parti démocrate européen a créé en 2005 avec les Nouveaux démocrates, composante « clintonienne » du Parti démocrate américain, une Alliance mondiale des démocrates.
Les députés européens élus lors des dernières élections européennes sous l'étiquette UDF (2004) puis MoDem (2009 et 2014) siègent dans le groupe ADLE du Parlement européen, aux côtés des députés européens de l'Union des démocrates et indépendants
Au Comité européen des régions, le MoDem siège au sein du groupe Renew Europe (en), avec deux membres titulaires et un membre suppléant pour la législature 2020-2025.

### Recomposition du paysage politique
La volonté de rénovation de la vie politique a été la clef de voûte de la campagne de François Bayrou lors de la campagne électorale de 2007. Elle se caractérise ainsi selon le Mouvement démocrate :
- volonté d'ouverture ;
- dépassement du clivage gauche/droite ;
- mouvement novateur et participatif ;
- une génération politique nouvelle ;
- un mouvement précurseur « en matière de réflexion, de détection, de formation, de création d'idées » (Lettre aux adhérents, 13 avril 2007).

### Mariage homosexuel
En 2012, le MoDem se prononce « pour l'égalité absolue des droits entre homosexuels et hétérosexuels », son président François Bayrou s'est toutefois opposé dans sa forme au projet d'ouverture du mariage aux personnes de même sexe en 2013 et souhaitait une autre dénomination que le « mariage ». Finalement, les parlementaires MoDem votent contre la loi.

## Organisation et vie du mouvement
Le Mouvement démocrate, émanation des adhérents réunis en Congrès, est structuré par des instances nationales (Conseil national et Conférence nationale pour la prise de décisions, Président et Bureau exécutif pour la mise en œuvre de ces décisions) et des instances locales, les Mouvements départementaux. La majorité des membres de ces instances est élue par les adhérents tous les trois ans.

### Organe souverain: Congrès
Assemblée générale du MoDem, le Congrès se compose de l'ensemble des adhérents. Il détermine les grandes orientations du parti et élit le président du parti. Le Congrès se réunit au moins tous les trois ans, sur convocation du président (il peut également être convoqué par la majorité du Conseil national ou encore par un quart des adhérents représentants au moins dix départements).
Hors congrès, les adhérents peuvent également être directement consultés sur la stratégie du MoDem (comme en juillet 2008, quand une contribution de François Bayrou fut soumise à un vote par correspondance) ou sur le choix d'un candidat à l'élection présidentielle française.

### Exécutif national: président et bureau exécutif national
Représentant du mouvement, élu tous les trois ans par le Congrès, le président convoque, préside et fixe l'ordre du jour du Congrès, de la Conférence nationale, du Conseil national et du Bureau exécutif national.Il peut s'entourer d'un directeur de cabinet, de vice-présidents et de secrétaires nationaux.
Composé du président, de 30 membres – dont le trésorier, les vice-présidents- nommés par lui (nominations approuvées par le Conseil national) le secrétaire général et le président élu des Jeunes Démocrates, le Bureau exécutif national se réunit toutes les semaines et met en œuvre la politique définie par la Conférence nationale. Il dispose également d'un droit d'initiative et de proposition auprès des deux assemblées délibératives nationales.
Composition du Bureau exécutif en octobre 2016 :
- François Bayrou
- Marielle de Sarnez
- Jacqueline Gourault
- Nathalie Griesbeck
- Jean-Marie Vanlerenberghe
- Yann Wehrling
- Marc Fesneau
- Jean-Jacques Jégou
- Leila Aïchi
- Jean-Jacques Aillagon
- Jean-Noël Barrot
- Denis Badré
- Jean Marie Beaupuy
- Geneviève Darrieussecq
- Patricia Gallerneau
- Christophe Grudler
- Bruno Joncour
- Jean-Jacques Lasserre
- Eléonore Leprette
- Fadila Mehal
- Michel Mercier
- Patrick Mignola
- Joan Taris
- Rodolphe Thomas
- Laurence Vichnievsky
- Sylvain Waserman
- Thierry Robert
- Antonin Grêlé (en qualité de président des Jeunes démocrates)

Composition du Bureau exécutif en février 2021 :
- François Bayrou
- Marc Fesneau
- Jacqueline Gourault
- Geneviève Darrieussecq
- Nathalie Griesbeck
- Jean-Marie Vanlerenberghe
- Patrick Mignola
- Jean-Noël Barrot
- Alice Le Moal
- Richard Ramos
- Sarah El Haïry
- Jean-Jacques Jégou
- Jean Marie Beaupuy
- Jean-Louis Bourlanges
- Marguerite Deprez-Audebert
- Isabelle Florennes
- Maud Gatel
- Christophe Grudler
- Élodie Jacquier-Laforge
- Bruno Joncour
- Jean-Luc Lagleize
- Michel Mercier
- Philippe Michel-Kleisbauer
- Anne Terlez
- Rodolphe Thomas
- Laurence Vichnievsky
- Sylvain Waserman
- Yann Wehrling
- Auguste Ott (en qualité de président des Jeunes démocrates)

### Assemblées délibératives complémentaires: Conseil national et Conférence nationale
« Parlement » du MoDem, le Conseil national prend les décisions nécessaires au fonctionnement du mouvement dans l'intervalle des réunions de la Conférence nationale. Doté d'un secrétariat permanent, il est chargé de contrôler le Bureau exécutif et de soumettre des propositions (programmes, projets, déclarations) à la Conférence nationale. Le Conseil national accorde les investitures aux élections européennes, législatives, sénatoriales, régionales, ou municipales (pour les villes de plus de 10 000 habitants) en se prononçant sur les propositions du bureau exécutif, formulées après consultation des adhérents. Il élit également les neuf membres du Comité de conciliation et de contrôle (qui arbitre les litiges internes et peut prendre des décisions de suspension, de radiation ou d'exclusion) ainsi que le médiateur des adhérents, chargé de missions de conciliation, et nomme le Conseil stratégique (chargé d'établir des rapports d'information à destination des différents organes du MoDem). Le Conseil national se compose des membres du Bureau exécutif et de trois collèges : un collège de 180 représentants élus au scrutin régional, un collège des présidents des Mouvements départementaux, et un collège de 60 représentants des élus locaux ou nationaux.
Il se réunit au moins une fois par trimestre, sur convocation du président ou à la demande des deux tiers de ses membres.
Assemblée des représentants, la Conférence nationale est une version élargie du Conseil national, se réunissant moins souvent que ce dernier. François Bayrou voit cette réunion comme « un Congrès entre les Congrès » et souhaite qu'elle ait lieu deux fois par an. Constituée de l'ensemble des élus au sein des Conseils départementaux et des membres du Conseil national, la Conférence nationale se prononce sur les programmes ainsi que sur la stratégie électorale et vote des motions.
Réunie au moins une fois par an sur convocation du président (ou de celle du tiers du Conseil national), elle peut être saisie par 1 % des adhérents sur tout sujet de politique nationale et européenne.

### Universités d'été
- 5-7 septembre 2008 : université de rentrée (deuxième université d’été) et quatrième Conseil national à Cap Esterel.
- 4-6 septembre 2009 : seconde université de rentrée (troisième université d'été) à La Grande-Motte, à l'issue de laquelle François Bayrou expose son projet de « Parlement de l'alternance » ouvert à tous les mouvements politiques, associatifs et syndicaux souhaitant une alternance en 2012.
- 24, 25 et 26 septembre 2010 : université de rentrée 2010 du MoDem à Giens (Var).
- 16, 17 et 18 septembre 2011 : université de rentrée 2011 du MoDem à Giens (Var).
- 28, 29 et 30 septembre 2012 : université de rentrée 2012 du MoDem à Guidel (Morbihan)
- 27 septembre 2013 : université de rentrée à Guidel (Morbihan).
- 19, 20 et 21 septembre 2014 : université de rentrée 2014 du MoDem à Guidel (Morbihan)
- 25, 26 et 27 septembre 2015 : université de rentrée 2015 du MoDem à Guidel (Morbihan)
- 23, 24 et 25 septembre 2016 : université de rentrée 2016 du MoDem à Guidel (Morbihan)
- 29, 30 septembre et 1er octobre 2017 : université de rentrée 2017 du MoDem à Guidel (Morbihan)
- 27, 28 et 29 septembre 2019 : université de rentrée 2019 du MoDem à Guidel (Morbihan)

### Jeunes démocrates
Les Jeunes démocrates (les JDems) sont le mouvement de jeunesse du MoDem et rassemble l'ensemble des adhérents de moins de 35 ans. Le mouvement a été créé les 1er et 2 décembre 2007, à l'occasion d'une assemblée générale qui a fixé les statuts de l'association. Les Jeunes Démocrates renouvellent le Bureau national tous les deux ans.
Le 16 décembre 2012, les Jeunes Démocrates élisent un bureau national, dont Thomas Friang est le président. Mais le 11 juin 2013, à la suite de la démission par acte collectif des deux tiers du bureau national, le président des Jeunes démocrates est démis de ses fonctions. Le 9 septembre 2013, un nouveau bureau national est élu, présidé par Antoine Carette. À la suite de l'élection du 13 mars 2016, le Bureau national est présidé par Antonin Grêlé jusqu'en avril 2018. La dernière élection en date a eu lieu le 13 avril 2018 et a porté Pierre Baty à la présidence du Mouvement.
Les Jeunes Démocrates sont membres fondateurs des Jeunes démocrates européens, organisation paneuropéenne regroupant des organisations jeunes de partis politiques centristes.

### Organisation locale

#### Mouvements départementaux
Le MoDem est structuré de manière décentralisée, sur la base de Mouvements départementaux (ou territoriaux pour les collectivités territoriales et d'outre-mer à statuts particuliers, ou spécialisés). Dans les statuts nationaux, les Mouvements départementaux peuvent se gérer librement et rédiger leurs règlements intérieurs ; ils sont toutefois soumis au consentement du Comité de conciliation et de contrôle du MoDem. Les modes d'organisation sont également suivis par ce Comité (qui contrôle leur véracité par rapport au règlement intérieur national) ainsi que par le Conseil national.
Les adhérents composent la convention départementale constitué d'un organe délibératif, le Conseil départemental (où se prennent les décisions qui engagent le mouvement départemental), et d'instances exécutives, élus par le conseil départemental, constituées du président et du Bureau départemental. Les membres de droit du Conseil départemental sont les représentants républicains élus qui sont membres du MoDem (parlementaires nationaux et européens, conseillers généraux et régionaux, maires et présidents d’un établissement public de coopération intercommunale élus dans le département, conseillers d’arrondissement à Paris, Lyon et Marseille).
Le Bureau départemental est composé de membres élus et de membres de droit ; il y a le président (qui représente les adhérents au Conseil national), le délégué départemental (nommé par le Bureau exécutif national sur proposition du Bureau départemental, assume les relations entre les instances nationales et le Mouvement départemental), le trésorier, le président des Jeunes Démocrates locaux, des membres locaux du Conseil national.
Les Mouvements départementaux, à l'instar des membres du Conseil national, sont élus par les adhérents tous les trois ans au scrutin de liste à la représentation proportionnelle à la plus forte moyenne. Son président est élu pour trois ans au scrutin uninominal majoritaire à deux tours. Ils se regroupent en Unions régionales (chargées notamment d'éclairer le Bureau national et le Conseil national sur les candidatures aux élections régionales françaises).

#### Autres mouvements locaux (villes, arrondissements)
Les mouvements départementaux peuvent regrouper des coordinations locales, appelées le plus souvent sections, elles se situent au niveau des communes, des cantons, des arrondissements, voire des quartiers. Ces sections ont pour objet de fédérer les militants et les sympathisants du MoDem, de travailler sur les projets locaux tels que les municipales et les législatives, et d'œuvrer pour des projets plus généraux (tractage pour les présidentielles, réunions inter-sections, enquêtes locales…). L'organisation de ces sections reste assez libre, elles sont toutefois animées par une ou plusieurs personnes choisies par la section parmi ses membres ou par un bureau. Ces animateurs sont suivis et consultés par le mouvement départemental. Des groupes de travail peuvent ensuite être formés par rapport à l'actualité et à l'organisation même de la section ou du département (accueil, communication, projets, finances…).

## Adhérents du MoDem
Les statuts de l'UDF, comme ceux de la plupart des autres partis, excluent une double appartenance : ceux du MoDem ont été rendus publics le 1er décembre 2007 et le Conseil national de l'UDF ayant approuvé la création du MoDem, cette double appartenance n'a pas créé de difficulté et de nombreux adhérents ont eu à la fois une carte UDF de 2007 et une carte MoDem de 2007.
À partir du 1er décembre 2007, tous les adhérents UDF et Cap21 à jour de cotisation sont considérés comme membres fondateurs du MoDem, ce qui permet au MoDem de revendiquer « entre 50 000 et 60 000 adhérents ». Les adhérents Cap21 ne sont plus comptabilisés comme adhérents du Modem depuis le départ de ce parti au printemps 2010.
Fin 2012, le conseil national du Mouvement Démocrate autorise la double adhésion avec l'UDI « sous réserve que les adhérents bénéficiant de cette double appartenance ne cumulent pas de responsabilité simultanées dans les deux formations ».
Parmi les personnalités de la « société civile » qui ont revendiqué leur adhésion au MoDem lors de sa création, on peut citer l'acteur Vincent Lindon, le producteur de télévision Childéric Muller et l'historien Jean-Pierre Rioux.
| Année | Adhérents | Remarque |
| ----- | --------- | -------- |
| 2008  | 70 000    |          |
| 2010  | 19 000    |          |
| 2011  | 35 000    |          |
| 2017  | 12 000    |          |

## Procès pour emplois fictifs
Corinne Lepage, ancienne cadre dirigeante du MoDem, affirme dans son livre Les Mains Sales (paru en 2014) qu'après son élection au Parlement européen en 2009, « le Modem avait exigé de moi qu'un de mes assistants parlementaires travaille au siège parisien. J'ai refusé en indiquant que cela me paraissait d'une part contraire aux règles européennes et d'autre part illégal. Le Modem n'a pas osé insister mais mes collègues ont été contraints de satisfaire cette exigence. Ainsi, durant cinq ans, la secrétaire particulière de François Bayrou a été payé par l'enveloppe d'assistance parlementaire de Marielle de Sarnez, sur fonds européen ».
Le 12 mai 2017, le journaliste Nicolas Grégoire indique avoir bénéficié de deux emplois fictifs comme assistant parlementaire alors qu'il travaillait en réalité pour le journal du parti. Deux ex-collaborateurs de Jean-Luc Bennahmias reconnaissent également en juin 2017 que le MoDem avait recours à des emplois fictifs d'assistants parlementaires pour rémunérer son personnel. Selon plusieurs témoignages anonymes, les députés européens du MoDem mettent au moins un de leurs collaborateurs à la disposition du parti.
Cette affaire entraine la démission de Sylvie Goulard (qui avait récemment quitté le MoDem pour La République en marche) de son poste de ministre des Armées du gouvernement Édouard Philippe le 21 juin 2017, suivie le lendemain par la démission des deux ministres MoDem, François Bayrou, ministre de la Justice et Marielle de Sarnez, ministre des Affaires européennes.
En juin 2018, la police conclut ainsi son rapport de synthèse : « Des éléments laissent penser que le MoDem aurait pu institutionnaliser, dans son mode de fonctionnement, l'utilisation des ressources du Parlement européen à son profit ». Ces pratiques semblent avoir commencé au milieu des années 1990, lorsque le parti portait le nom de Force démocrate.
Le président du MoDem, François Bayrou, est mis en examen, le 6 décembre 2019, pour « complicité de détournement de fonds publics ». Au cours du mois de décembre, plusieurs cadres du parti sont également mis en examen, comme les anciens ministres Sylvie Goulard, Marielle de Sarnez et Michel Mercier, l’ancien directeur financier Alexandre Nardella, ou encore Jean-Luc Bennahmias, ancien élu au Parlement européen,,. En mars 2023, si Sylvie Goulard bénéficie d'un non-lieu, François Bayrou, Michel Mercier et neuf autres personnes sont renvoyés en correctionnelle par les juges d’instruction.
Le procès s'ouvre le 16 octobre 2023 au tribunal correctionnel de Paris pour « complicité » ou « recel de détournement de fonds publics ». Le jugement est rendu le 5 février 2024. François Bayrou est finalement relaxé ainsi que deux autres prévenus. En revanche, l'UDF et le MoDem sont condamnés à respectivement 150 000 et 350 000 euros d'amende. Les anciens députés européens Jean-Luc Bennahmias, Janelly Fourtou, Thierry Cornillet, Anne Leperouze et Bernard Lehideux sont condamnés à des peines allant de 10 à 18 mois de prison avec sursis, des amendes de 10 000 à 50 000 euros et à deux ans d'inéligibilité avec sursis. L'ancien directeur financier du MoDem, Alexandre Nardella, et son trésorier, Jean-Jacques Jegou, sont également condamnés à respectivement 18 et 12 mois de prison avec sursis ainsi qu'à 20 000 et 10 000 euros d’amende. Enfin, le ministre Michel Mercier est condamné à 18 mois de prison avec sursis, 20 000 euros d'amende et deux ans d'inéligibilité avec sursis.

## Résultats électoraux

### Élections présidentielles
| Année | Candidat                  | 1er tour                  | 1er tour                  | 1er tour                  | 2d tour                                | 2d tour                                | 2d tour                                |
| Année | Candidat                  | Voix                      | %                         | Rang                      | Voix                                   | %                                      | Rang                                   |
| ----- | ------------------------- | ------------------------- | ------------------------- | ------------------------- | -------------------------------------- | -------------------------------------- | -------------------------------------- |
| 2012  | François Bayrou           | 3 275 122                 | 9,13                      | 5e                        | appelle à voter pour François Hollande | appelle à voter pour François Hollande | appelle à voter pour François Hollande |
| 2017  | Soutien à Emmanuel Macron | Soutien à Emmanuel Macron | Soutien à Emmanuel Macron | Soutien à Emmanuel Macron | Soutien à Emmanuel Macron              | Soutien à Emmanuel Macron              | Soutien à Emmanuel Macron              |
| 2022  | Soutien à Emmanuel Macron | Soutien à Emmanuel Macron | Soutien à Emmanuel Macron | Soutien à Emmanuel Macron | Soutien à Emmanuel Macron              | Soutien à Emmanuel Macron              | Soutien à Emmanuel Macron              |

### Élections législatives
| Année | 1er tour  | 1er tour | Rang | Sièges   | Gouvernement                                              |
| Année | Voix      | %        | Rang | Sièges   | Gouvernement                                              |
| ----- | --------- | -------- | ---- | -------- | --------------------------------------------------------- |
| 2007  | 1 981 121 | 7,61     | 3e   | 3 / 577  | Opposition                                                |
| 2012  | 458 058   | 1,77     | 7e   | 2 / 577  | Opposition (2012-2017) puis Philippe I (2017)             |
| 2017  | 932 229   | 4,11     | 7e   | 42 / 577 | Philippe II (2017-2020), Castex (2020-2022), Borne (2022) |
| 2022a | 1 050 097 | 4,62     | 5e   | 46 / 577 | Borne (2022-2024), Attal (2024)                           |
| 2024a | 1 218 722 | 3,80     | 8e   | 33 / 577 | Barnier (2024), Bayrou (depuis 2024)                      |

a Au sein d'Ensemble.

### Élections européennes
| Année | Voix      | %     | Rang | Sièges | Groupe |
| ----- | --------- | ----- | ---- | ------ | ------ |
| 2009  | 1 455 841 | 8,46  | 4e   | 6 / 72 | ADLE   |
| 2014a | 1 884 565 | 9,94  | 4e   | 4 / 74 | ADLE   |
| 2019b | 5 079 015 | 22,42 | 2e   | 5 / 79 | RE     |
| 2024c | 3 614 555 | 14,60 | 2e   | 4 / 81 | RE     |

a Au sein de L'Alternative avec l'Union des démocrates et indépendants (3 sièges).

b Liste commune avec La République en marche (11 sièges), Agir (1 siège), le Mouvement radical, social et libéral (1 siège) et Alliance centriste, avec 3 élus sans étiquette.
c Liste commune avec Renaissance (5 sièges), Horizons (2 sièges), l'UDI (1 siège) et le Parti radical avec 1 élu sans étiquette.

### Élections régionales

#### Mandature 2021-2028
| Région                     | Élus | Groupe                                                                             | Sièges    |
| -------------------------- | --- | ---------------------------------------------------------------------------------- | --------- |
| Bretagne                   | Alexandra Guillore - Marie-Pierre Vedrenne                                                                                         | Nous la Bretagne - Ni Breizhiz, Centristes, Démocrates, Progressistes et Européens | 2 / 83    |
| Centre-Val de Loire        | Marc Fesneau | Centre, Démocrate, Républicain et Citoyen                                          | 1 / 77    |
| Grand Est                  | Yves Muller - Sylvain Waserman - Marie-Paule Gay                                                                                   | Centristes et Territoires                                                          | 3 / 169   |
| Île-de-France              | Jean-Noël Barrot - Pierre-Jean Baty - Carole Guillerm - Nathalie Élimas                                                            | Majorité présidentielle                                                            | 4 / 209   |
| Normandie                  | Naoual Guery | Normandie Terre d'avenir                                                           | 1 / 102   |
| Nouvelle-Aquitaine         | Geneviève Darrieussecq - Daniel Dartigolles - Fabien Robert - Pascale Requenna - Jean Dionis - Laurence Farreng - Christian Deveze | Centre et Indépendants                                                             | 7 / 183   |
| Pays de la Loire           | Françoise Fontenaille | Démocrates et progressistes                                                        | 1 / 93    |
| Provence-Alpes-Côte d'Azur | Florence Bulteau-Rambaud - Laurence Boetti-Forestier - Eléonore Leprettre                                                          | Notre Région d'abord                                                               | 3 / 123   |
| Total                      | Total | Total                                                                              | 22 / 1757 |

## Représentation

### Députés
Lors des élections législatives de 2017, le MoDem obtient 42 élus dans le cadre d'une alliance avec La République en marche, ce qui lui permet pour la première fois de constituer un groupe parlementaire, le groupe Mouvement démocrate et démocrates apparentés. Voir cette page pour le détail des membres du groupe.

### Sénateurs
Les six sénateurs membres du MoDem siègent au sein du groupe Union centriste, aux côtés des sénateurs d'autres partis centristes :
- Alain Cazabonne (Gironde)
- Jean-Paul Prince (Loir-et-Cher)
- Jean-Marie Vanlerenberghe (Pas-de-Calais)
- Jean-Jacques Lasserre (Pyrénées-Atlantiques)
- Denise Saint-Pé (Pyrénées-Atlantiques)
- Daphné Ract-Madoux (Essonne).

### Conseillers départementaux

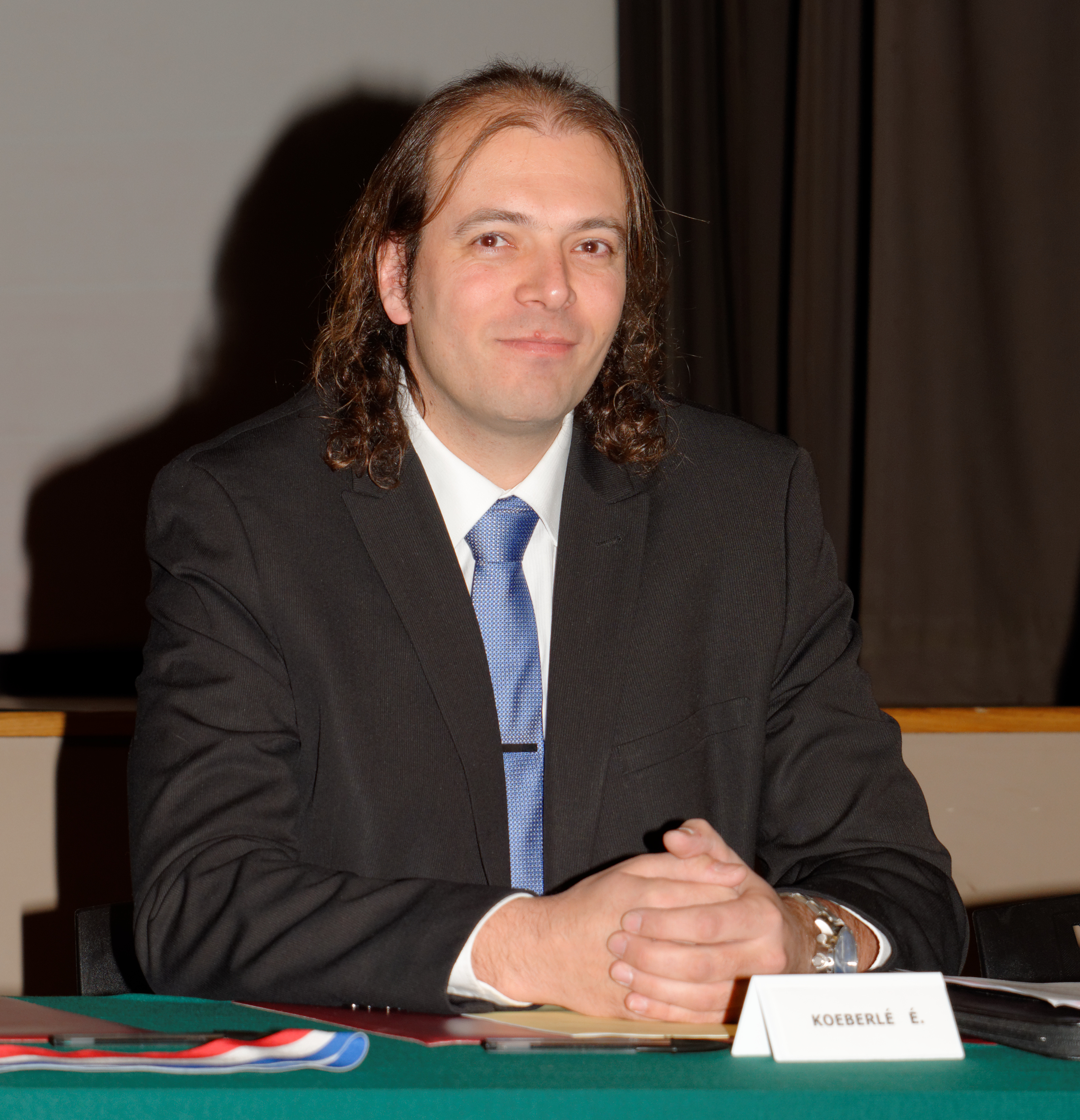
Éric Koeberlé

## Formations politiques proches du Mouvement démocrate

### Formations soutenant le Mouvement démocrate

#### Mouvement écologiste indépendant
Le Mouvement écologiste indépendant (MEI) a soutenu la candidature de François Bayrou à l'élection présidentielle de 2007. Il a par la suite proposé une alliance pour des candidatures communes MEI-MoDem aux élections législatives de 2007 mais aucun accord électoral n'a eu lieu.

#### Écologie et démocratie
Écologie et démocratie est une fédération qui participe en France et en Europe à toutes les initiatives qui œuvrent à la construction d’une alternative et d'une force démocrate, écologique et sociale dont le Mouvement Démocrate est le principal référent en France et le Parti démocrate européen en Europe. Elle est présidée par Jean-Luc Bennahmias, vice-président du MoDem, député européen et conseiller municipal de Marseille.

#### Union des républicains radicaux
L'Union des républicains radicaux, issu du Pôle républicain, « se réjouit de la création de ce mouvement voulant jouer un rôle dans l'équilibre des pouvoirs ».

#### Parti national basque
Le Parti nationaliste basque a soutenu les deux candidats du MoDem aux élections législatives de 2007.

#### Partis polynésiens
Après avoir milité pour la candidature de François Bayrou à l'élection présidentielle de 2007, deux partis polynésiens ont soutenu la création du MoDem : le No oe e te nunaa et le Fetia Api. Deux de leurs candidates ont été investies par le MoDem. Depuis le Fetia Api a passé un accord financier avec le Nouveau Centre, accord qui rattache la formation polynésienne à la formation centriste ayant rejoint la majorité présidentielle et lui permettra de bénéficier d'un financement public qui lui aurait été, sinon, refusé.

#### Parti mahorais
Le MDM a soutenu François Bayrou lors de l'élection présidentielle de 2007. Abdoulatifou Aly est un candidat dissident du MDM, puisqu'il est issu de la « Force de l'alternance » (minoritaire au MDM). Il a obtenu l'investiture du MoDem entre les deux tours de l'élection législative de 2007 et siègeait en tant que non-inscrit avec les députés MoDem jusqu'à sa défaite en 2012. Le Modem a soutenu la départementalisation de Mayotte qui était alors une collectivité d'outre-mer (département depuis 2011).

#### Parti breton
La liste MoDem pour les municipales 2008 à Rennes présentait également des candidats d'un parti indépendantiste breton, le Parti breton (en) dont Frank Darcel, ex-guitariste du groupe rock rennais Marquis de Sade. Christian Guillemot, secrétaire du Parti breton et cofondateur de la société Ubisoft, était le président du comité de soutien de Caroline Ollivro. Pour les cantonales 2011 à Nantes, la liste MoDem a Kristell Renaud, du Parti Breton, comme colistière dans la 3e cisconscription.

#### Renaissance Martinique
Renaissance Martinique a été fondée par le président du Mouvement Démocrate de Martinique, Max Orville, pour véhiculer les valeurs démocratiques, humanistes et républicaines du parti,,.

### Formation ayant soutenu le Mouvement démocrate

#### Cap21
Le rapprochement de Cap21 avec le Mouvement démocrate s'explique essentiellement par la volonté de l'ex-ministre Corinne Lepage de refonder l'écologie politique sur trois idées essentielles : dépasser le clivage gauche-droite; réunir les associatifs, les écologistes et les scientifiques.
« Il faut voir comment ce parti nouveau pourra effectivement trouver sa place dans le sillage du Parti démocrate ». Selon des analyses, Cap21 pourrait s'associer au Modem, sur le modèle de l'association du Parti radical valoisien avec l'UDF puis l'UMP.
Le Congrès de Cap21 du 23 juin 2007 a adopté à une quasi-unanimité sa participation à la fondation du Mouvement démocrate, confiant un mandat au bureau politique pour l'élaboration des statuts et de la charte des valeurs. Cap21 est donc membre fondateur du MoDem à partir du congrès de Villepinte, mais conserve son autonomie politique et financière.
Le 15 juin 2008, le congrès statutaire de Cap21 entérine son adhésion au Mouvement démocrate. Cap21 conserve néanmoins son autonomie politique et financière.
À la suite des élections régionales 2010, lors desquelles Cap21 a présenté des listes soit avec le MoDem soit avec Europe Écologie, Cap21 décide de quitter le MoDem le 29 mai 2010.

### Consultation interne de juillet 2008
En mars et avril 2008, Jean Arthuis et Thierry Cornillet ont fortement remis en cause la stratégie adoptée par le parti durant le scrutin avant de quitter le MoDem.
Ils ont également appelé à une refondation du « Centre » autour de l'ancienne UDF et en partenariat avec le Nouveau Centre, à l'époque où se créait à l'Élysée un « Comité de liaison de la majorité » chargé, entre autres, de renforcer ou renouer les liens entre la majorité présidentielle et les élus centristes.
En réponse à ces démarches, François Bayrou proposa de soumettre au vote des adhérents une contribution, c'est-à-dire une déclaration de principes sur l'orientation politique du MoDem, d'une longueur de 5 000 signes maximum, dans laquelle il défend sa stratégie d'indépendance.
Thierry Cornillet (soutenu par les sénateurs Yves Détraigne, Françoise Férat, Philippe Nogrix et Catherine Morin-Desailly) ayant renoncé à soumettre une contribution, seul le texte du président du MoDem fut proposé aux adhérents au début du mois de juillet 2008 : il obtint l'approbation de 98 % des votants (les bulletins de vote comportaient deux cases à cocher : « J'approuve » et « Je n'approuve pas »).